# 한중일 통합 한자

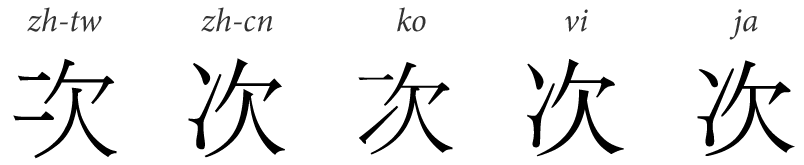
次(버금 차)의 정체자, 간체자, 한국 한자, 베트남 한자, 일본 한자.

한중일 통합 한자(韓中日統合漢字, CJK Unified Ideographs)는 유니코드에 담겨 있는 한자들의 집합으로, 현재 총 97,680개이며 한국, 중국, 일본에서 쓰이는 한자를 묶은 것이기 때문에 머리 글자를 따서 한중일 통합 한자라고 불린다. 최근에는 베트남에서 쓰이는 한자도 추가되었기에 한중일월 통합 한자(韓中日越統合漢字, CJKV)라고 부르기도 한다. 그러나 20세기 들어서 베트남의 한자는 라틴문자로 대체되었기 때문에 거의 쓰이지 않는다.
처음에 유니코드에는 65,536(=216)자만 들어갈 수 있었기 때문에, 가장 많은 문자가 배당되는 한자를 위해서 한국, 중국, 일본에서 사용하는 한자 중에 모양이 유사하며 그 뜻이 같은 글자를 같은 코드로 통합했다. 따라서 문자 코드만으로 그 한자가 사용되는 언어를 알아 낼 수 없는데, 다만 중국의 간체자나 번체자, 일본의 구자체나 신자체 등 분명하게 모양이 다른 글자는 별도의 부호를 할당하고 있다. 이런 문자 할당 정책에 반발하여 TRON과 같은 인코딩이 만들어지기도 했으나, 실제로 통합된 한자의 차이가 별로 크지 않기 때문에 문제가 되지 않는다는 의견도 있다.

## 한중일 통합 한자 영역

### 한중일 통합 한자
한중일 통합 한자 영역(4E00–9FFF)에는 U+4E00부터 U+9FD5까지 20,950개의 한자가 수록되었다.

#### 목록
4E00-62FF,
6300-77FF,
7800-8CFF,
8D00-9FFF.

### 한중일 통합 한자 확장 A
유니코드 3.0(1999)에서 한중일 통합 한자 확장 A(3400–4DBF)에는 U+3400부터 U+4DB5까지 6,582개의 한자가 수록되었다.

#### 목록
3400-4DBF.

### 한중일 통합 한자 확장 B
유니코드 3.1(2001)에서 한중일 통합 한자 확장 B(20000–2A6DF)에는 U+20000부터 U+2A6D6까지 42,711개의 한자가 수록되었다.

#### 목록
20000-215FF,
21600-230FF,
23100-245FF,
24600-260FF,
26100-275FF,
27600-290FF,
29100-2A6DF.

### 한중일 통합 한자 확장 C
유니코드 5.2(2009)에서 한중일 통합 한자 확장 C 영역(2A700–2B73F)에는 U+2A700부터 U+2B734까지 4,149개의 한자가 수록되었다.

#### 목록
2A700-2B73F.

### 한중일 통합 한자 확장 D
유니코드 6.0(2010)에서 한중일 통합 한자 확장 D 영역(2B740–2B81F)에는 U+2B740부터 U+2B81D까지 222개의 한자가 수록되었다.

#### 목록
2B740-2B81F.

### 한중일 통합 한자 확장 E
유니코드 8.0(2015)에서 한중일 통합 한자 확장 E 영역(2B820-2CEAF)에는 U+2B820부터 U+2CEAF까지 5762개의 한자가 수록되었다.

#### 목록
2B820-2CEAF.

### 한중일 통합 한자 확장 F
유니코드 10.0(2017)에서 한중일 통합 한자 확장 F 영역(2CEB0-2EBE0)에는 U+2CEB0부터 U+2EBE0까지 7473개의 한자가 수록되었다.

#### 목록
2CEB0-2EBE0.

### 한중일 통합 한자 확장 G
유니코드 13.0(2020)에서 한중일 통합 한자 확장 G 영역(30000-3134F)에는 U30000부터 U3134F까지 4,939개의 한자가 수록되었다.

#### 목록
30000-3134F.

### 한중일 통합 한자 확장 H
유니코드 15.0(2022)에서 한중일 통합 한자 확장 H 영역(31350–323AF)에는 U31350부터 U323AF까지 4192개의 한자가 수록되었다.

#### 목록
31350–323AF.

### 한중일 통합 한자 확장 I
유니코드 15.1(2023)에서 한중일 통합 한자 확장 I 영역(2EBF0–2EE5F)에는 U2EBF0부터 U2EE5F까지 622개의 한자가 수록되었다.

#### 목록
2EBF0–2EE5F.

### 한중일 호환용 한자
한중일 호환용 한자 영역(F900–FAFF)에는 오직 12개의 한중일 통합 한자가 존재하며 나머지는 통합 한자와 관련이 없다.

#### 목록
- 한중일 호환용 한자(F900-FAFF)
- 한중일 호환용 한자 보충(2F800-2FA1F)

## 유니코드 버전 이력
| 유니코드 버전별 한중일 통합 한자 | 유니코드 버전별 한중일 통합 한자                                                                                | 유니코드 버전별 한중일 통합 한자 | 유니코드 버전별 한중일 통합 한자 | 유니코드 버전별 한중일 통합 한자 |
| 유니코드 버전                    | 내용 | 위치 | 개수                             | 누계                             |
| -------------------------------- | --- | --- | -------------------------------- | -------------------------------- |
| 1.0                              | 한중일 통합 한자                                                                                                | 기본 다국어 평면(BMP, U+4E00부터 U+9FA5) | 20,902                           | 20,902                           |
| 1.0                              | 한중일 호환용 한자에 있지만 실제로는 중복되지 않는 한자                                                         | 기본 다국어 평면 | 12                               | 20,914                           |
| 3.0                              | 한중일 통합 한자 확장 A                                                                                         | 기본 다국어 평면(U+3400부터 U+4DB5) | 6,582                            | 27,496                           |
| 3.1                              | 한중일 통합 한자 확장 B                                                                                         | 보조 상형 문자 평면(SIP, U+20000부터 U+2A6D6) | 42,711                           | 70,207                           |
| 4.1                              | HKSCS-2004와 GB 18030-2000에 없었던 ISO 10646 한자                                                              | 기본 다국어 평면(HKSCS에서: U+9FA6부터 U+9FB3, GB 18030에서: U+9FB4부터 U+9FBB) | 22                               | 70,229                           |
| 5.1                              | 일본 한자(U+9FBC~U+9FC2), U+4039의 분리(U+9FC3)                                                                 | 기본 다국어 평면 | 8                                | 70,237                           |
| 5.2                              | 한중일 통합 한자 확장 C                                                                                         | 보조 상형 문자 평면(SIP, U+2A700부터 U+2B734) | 4,149                            | 74,386                           |
| 6.0                              | 한중일 통합 한자 확장 D                                                                                         | 보조 상형 문자 평면(SIP, U+2B740부터 U+2B81F) | 222                              | 74,616                           |
| 8.0                              | 한중일 통합 한자 확장 E, 한중일 통합 한자 9가지                                                                 | 보조 상형 문자 평면(SIP, U+2B820부터 U+2CEAF), 기본 다국어 평면(BMP, U+9FCD부터 U+9FD5까지)                                                                                                | 5,780                            | 80,397                           |
| 6.1                              | 한중일 통합 한자 1가지                                                                                          | 기본 다국어 평면 | 1                                | 74,617                           |
| 10.0                             | 한중일 통합 한자 확장 F, 한중일 통합 한자 21가지                                                                | 보조 상형 문자 평면(SIP, U+2CEB0부터 U+2EBE0), 기본 다국어 평면(BMP, (U+9FD6부터 U+9FEA까지)                                                                                               | 7,484                            | 87,882                           |
| 11.0                             | 한중일 통합 한자 5가지                                                                                          | 기본 다국어 평면(BMP, U+9FEB부터 U+9FEF까지) | 5                                | 87,887                           |
| 13.0                             | 한중일 통합 한자 확장 G, 한중일 통합 한자 13가지, 한중일 통합 한자 확장 A 10가지, 한중일 통합 한자 확장 B 7가지 | 상형 문자 제3 평면(TIP, U+30000부터 U+3134F까지), 기본 다국어 평면(BMP, U+9FF0부터 U+9FFB까지), 기본 다국어 평면(U+4DB6부터 U+4DC6까지), 보조 상형 문자 평면(SIP, U+2A6D7부터 U+2A6DD까지) | 4,969                            | 92,856                           |
| 14.0                             | 한중일 통합 한자 3가지, 한중일 통합 한자 확장 B 2가지, 한중일 통합 한자 확장 C 4가지                            | 기본 다국어 평면(BMP, U+9FFC부터 U+9FFF까지), 보조 상형 문자 평면(SIP, U+2A6DE부터 U+2A6DF까지), 보조 상형 문자 평면(SIP, U+2B735부터 U+2B738)                                             | 9                                | 92,865                           |
| 15.0                             | 한중일 통합 한자 확장 H, 한중일 통합 한자 확장 C 1가지                                                          | 상형 문자 제3 평면(TIP, U+31350부터 U+323AF까지), 보조 상형 문자 평면(SIP, U+2B739) | 4,193                            | 97,058                           |
| 15.1                             | 한중일 통합 한자 확장 I                                                                                         | 보조 상형 문자 평면(SIP, U+2EBF0부터 U+2EE5F까지) | 622                              | 97,680                           |

## 알려진 문제

### U+4039 문자
유니코드 버전 5.0까지, U+4039(䀹)에는 서로 다른 두 한자인 夾(협)이 들어간 한자와 㚒(섬)이 들어간 한자가 통합되어 있었다. 그러나 두 글자는 훈과 음이 모두 다른 한자로 사실 통합되어서는 안 될 한자였다.
U+4039의 분리 제안이 받아들여져서 유니코드 5.1에서 U+9FC3 (鿃)으로 새로 분리되었다.
여전히 두 글자가 분리된 이후에도, MS 한글 IME에서는 U+4039를 U+9FC3의 음인 "섬"과 한자 키를 사용해야 입력할 수 있다.

### 확장 B 한자 영역의 같은 모양의 글자
확장 한자 B 영역에는 수백 개의 이체자가 수록되어 있다. 그 중 일부는 자형이 완전히, 또는 거의 일치하는 글자로, 유니코드 글자 수록 과정에서의 실수 등으로 인해 중복으로 수록되었다. 아래는 자형이 일치하는 한자의 목록이다.
- U+34A8 㒨 = U+20457 𠑗 : U+20457는 중국(간체권) 한자 U+34A8와 같음, 그러나 중국(번체권)의 글자 U+34A8와는 모양이 약간 다름.
- U+3DB7 㶷 = U+2420E 𤈎 : 모양이 같은 한자
- U+8641 虁 = U+27144 𧅄 : U+27144는 한국 한자 U+8641와 같음, 그러나 일본, 중국(간체권, 번체권)의 글자 U+8641와는 모양이 약간 다름.
- U+204F2 𠓲 = U+23515 𣔕 : 모양이 같은 한자, 그러나 부수가 다름.
- U+249BC 𤦼 = U+249E9 𤧩 : 모양이 같은 한자
- U+24BD2 𤯒 = U+2A415 𪐕 : 모양이 같은 한자, 그러나 부수가 다름.
- U+26842 𦡂 = U+26866 𦡦 : 모양이 같은 한자
- U+FA23 﨣 = U+27EAF 𧺯 : 모양이 같은 한자 (U+FA23 﨣 cjk compatibility ideograph-fa23은 한중일 호환용 한자로 분류되어 있으나 실제로는 통합 한자임.)

## 같이 보기
- 한중일 호환용 한자